# Yanoam

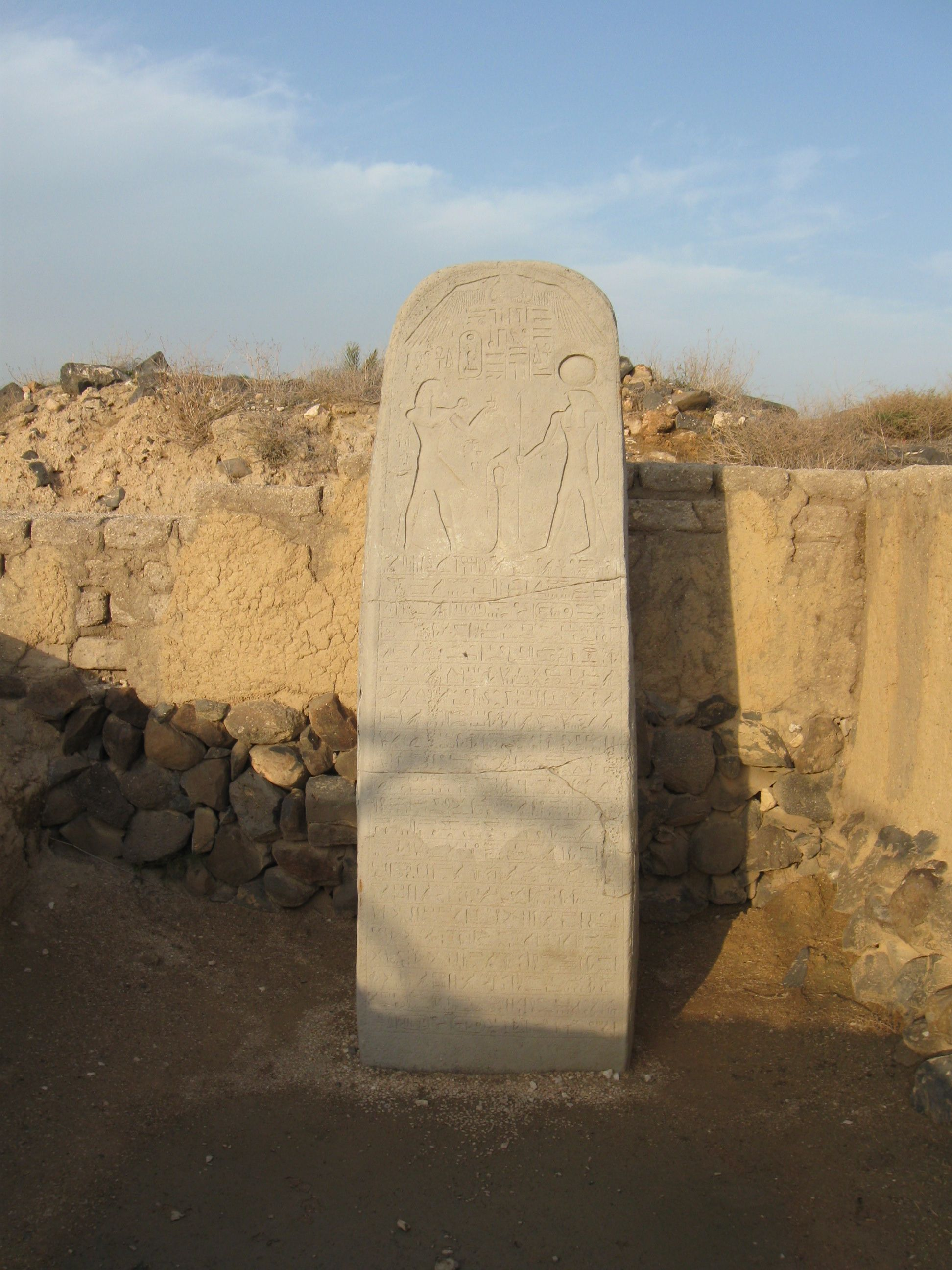
Monumento en el sitio de Tel Beit She'an, a finales de la Edad de Bronce en el a.c.

Yanoam o Yenoam es un lugar en la antigua Canaán, o en Siria, conocido por fuentes del Antiguo Egipto, desde la época de Tutmosis III hasta Ramsés III. Una de esas fuentes es una estela de Seti I que se encontró en Beit She'an. Otro es la estela de Merenptah.

## Ubicación
La ubicación de Yanoam es una cuestión de especulación. Los sitios sugeridos incluyen Tell Shihab en el valle del río Yarmuk en el sur de Siria, Tell Na'ama (Na'ameh) en el Valle de Jule, Tell Na'am (en-Naam) cerca de Yavne'el y Tell Ovadya (Ubeidiya) en el Valle del Jordán. Se ha asociado tentativamente con la ciudad bíblica de Ianóaj.
El arqueólogo Yohanan Aharoni sugirió identificar su ubicación con el sitio arqueológico de Tel Ovedia, ubicado a 3 km al sur del mar de Galilea, en la orilla occidental del río Jordán frente al kibutz Beit Zera hoy. Y al este de la cuenca al oeste hacia Acre, el arqueólogo Benjamin Mazar también apoya esta sugerencia de identificación.

## Referencias egipcias.

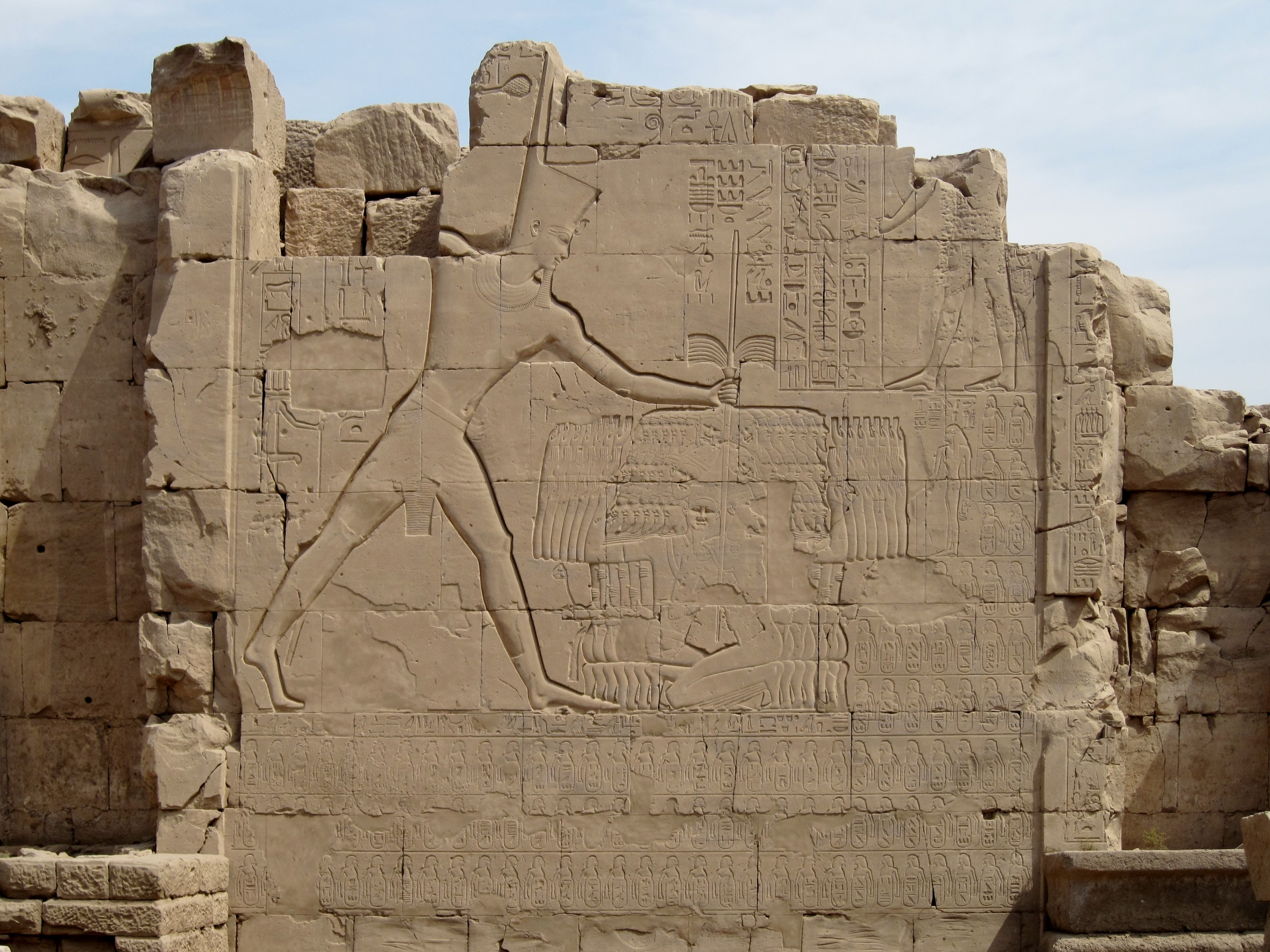
Bajorrelieve en el templo de Karnak que muestra a Tutmosis III matando cautivos cananeos de la batalla de Meguido, siglo XV a. C.

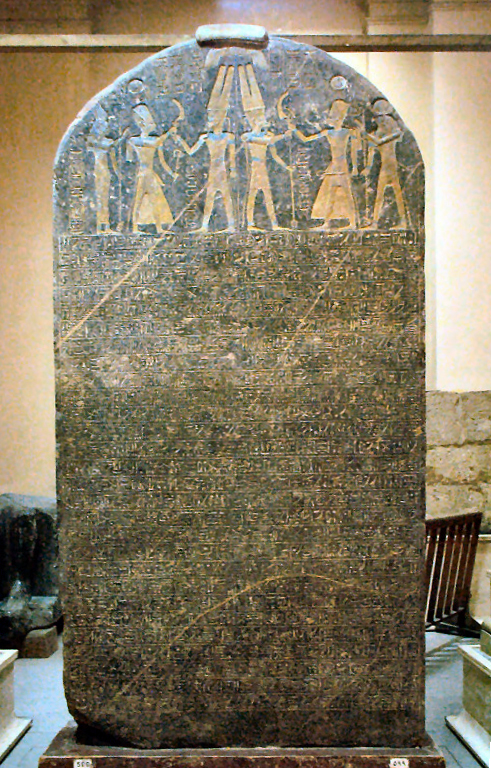
Estela de Merenptah en el Museo del Cairo